# Ghelari
Ghelari é uma comuna romena localizada no distrito de Hunedoara, na região histórica da Transilvânia. A comuna possui uma área de 46.83 km² e sua população era de 2218 habitantes segundo o censo de 2007.